# Autostop per il cielo
Autostop per il cielo (Highway to Heaven) è una serie televisiva statunitense di genere drammatico prodotta dal 1984 al 1989 e trasmessa da NBC. In Italia è stata trasmessa dalla rete TMC a partire dal 1986.
La serie ha goduto di grande popolarità in Europa, prima di essere interrotta nel 1989 dopo la morte di Victor French. Allo stop della serie contribuì anche il fatto che Landon, in tale periodo, era già gravemente ammalato.
Per Michael Landon questa serie è stata la terza apparizione di successo in televisione (dopo Bonanza e La casa nella prateria).

## Trama
Jonathan Smith (Michael Landon), un angelo fatto scendere a terra "in prova" e il suo compagno umano Mark Gordon (Victor French), che sono per ordine di Dio in cammino attraverso gli Stati Uniti, si fermano sempre dove sia necessario il loro aiuto.

## Episodi
| Stagione         | Episodi | Prima TV USA | Prima TV Italia |
| ---------------- | ------- | ------------ | --------------- |
| Prima stagione   | 25      | 1984-1985    |                 |
| Seconda stagione | 24      | 1985-1986    |                 |
| Terza stagione   | 25      | 1986-1987    |                 |
| Quarta stagione  | 24      | 1987-1988    |                 |
| Quinta stagione  | 13      | 1988-1989    |                 |

## Film TV
Nel 2021 la serie è stata adattata e riproposta in un film TV con Jill Scott e Barry Watson, diretto da Stacey K. Black